# Ottenberg (Betzenstein)
Ottenberg ist ein Gemeindeteil der Stadt Betzenstein im Landkreis Bayreuth (Oberfranken, Bayern). Die Gemarkung Ottenberg hat eine Fläche von 5,647 km². Sie ist in 731 Flurstücke aufgeteilt, die eine durchschnittliche Flurstücksfläche von 7724,41 m² haben. In ihr liegen neben dem namensgebenden Ort die Gemeindeteile Höchstädt, Kröttenhof und Mergners.

## Geografie
Der Weiler liegt im Westen der naturräumlichen Landschaftseinheit Veldensteiner Forst und befindet sich etwa drei Kilometer nordnordwestlich von Betzenstein und liegt auf einer Höhe von 521 m ü. NHN.

## Geschichte
Der Ort wurde im Jahre 1119 als „Ortenberc“ erstmals urkundlich erwähnt. Durch die zu Beginn des 19. Jahrhunderts im Königreich Bayern durchgeführten Verwaltungsreformen wurde Ottenberg mit dem zweiten Gemeindeedikt 1818 eine Ruralgemeinde, zu der die beiden Dörfer Höchstädt und Mergners sowie der Weiler Kröttenhof gehörten. Im Zuge der Gebietsreform in Bayern wurde die gesamte Gemeinde Ottenberg zu Beginn des Jahres 1972 in die Stadt Betzenstein eingegliedert.

## Verkehr
Eine Gemeindeverbindungsstraße verbindet den Ort mit der etwa 300 Meter südlich des Ortsrandes verlaufenden Bundesstraße 2, eine weitere verläuft am nördlichen Ortsrand vorbei. Diese nicht-asphaltierte Straße führt aus dem Westen von Weidenhüll bei Leienfels her kommend in ostwärtige Richtung ebenfalls zur Bundesstraße 2. Eine Zufahrt auf die Bundesautobahn 9 ist bei der etwa fünf Kilometer östlich gelegenen Anschlussstelle Weidensees möglich.

## Baudenkmäler

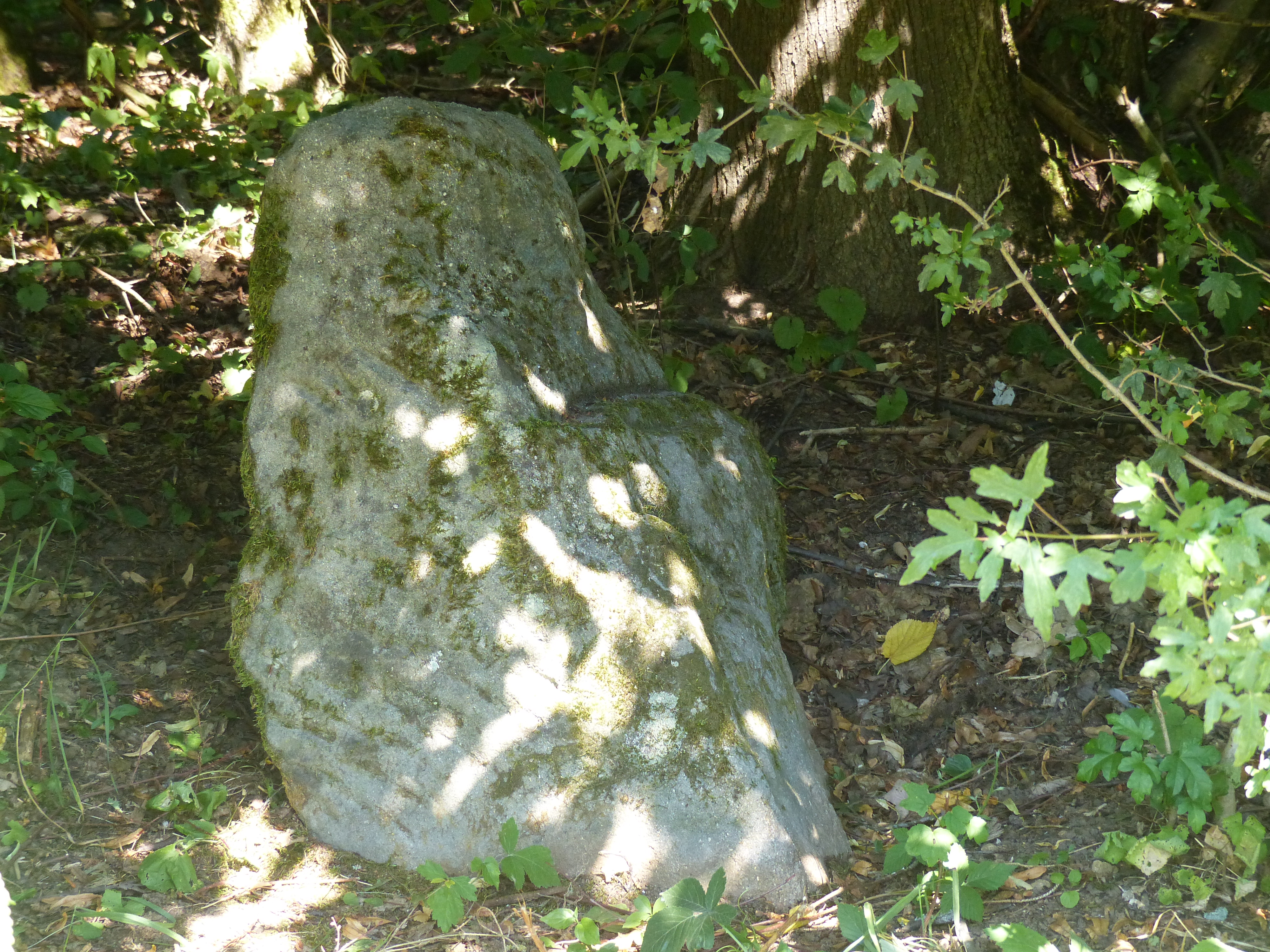
Am nördlichen Ortsrand von Ottenberg gelegener Grenzstein

Im Flurgebiet von Ottenberg befindet sich vier denkmalgeschützte Grenzsteine, die während der Ära des Heiligen Römischen Reiches Deutscher Nation die Grenze der Hochgerichtsbarkeitsbezirke zwischen den Landgebieten der Reichsstadt Nürnberg und des Hochstifts Bamberg markierten.